# Rantanplan
Rantanplan (conosciuto anche come Ran-Tan-Plan, Rin Tin Can, Rintindumb, Rataplan o Bushwack) è un personaggio immaginario della serie a fumetti Lucky Luke, inventato da Morris e René Goscinny ed esordito nel 1960. Divenne poi anche protagonista di una serie a fumetti omonima pubblicata dal 1987 e di una serie animata del 2006.

## Personaggio
È un cane dalla razza imprecisata,molto somigliante ad un pastore tedesco(e dal suo nome si può capire che sia stato creato come parodia del famoso cane Rin Tin Tin)con il pelo marrone a macchie nere,un grosso naso nero,orecchie appunta e un collare rosso.Soprannominato da molti "Il cane più stupido del West", teoricamente è un cane poliziotto che dovrebbe sorvegliare i prigionieri nei penitenziari in cui vengono rinchiusi(come ad esempio I Fratelli Dalton)ma invece dorme sempre.Nonostante questo viene spesso sopravvalutato dalle guardie e soprattutto da se stesso.Nel film La ballata dei Dalton viene chiamato Rataplan. In alcuni cartoni viene chiamato anche Bushwack. Appare come personaggio secondario nella serie animata I Dalton.

## Storia editoriale
Esordì come personaggio secondario nei fumetti della serie di Lucky Luke. Successivamente gli venne dedicata una serie omonima, Rantanplan, di 20 volumi realizzati in Francia dal 1987 al 2011, di cui 10 sono stati pubblicati in Italia all'interno della serie integrale su Lucky Luke edita da La Gazzetta dello Sport nel 2013-2014. Sono stati scritti da Xavier Fauche, Jean Léturgie, Bob de Groot e Éric Adam e disegnati da Morris, Michel Janvier e Vittorio Leonardo.
| Numero tomo | Titolo originale      | Titolo italiano      | Crediti | Edizione in albo francese                         | Edizione in albo italiano                                        |
| ----------- | --------------------- | -------------------- | --- | ------------------------------------------------- | ---------------------------------------------------------------- |
| 1           | La mascotte           | La mascotte          | - Sceneggiatura: Xavier Fauche, Jean Léturgie - Disegni: Michel Janvier, Frederik Garcia - Colori: Leonardo | Rantanplan n. 1, settembre 1987, Lucky Production | Lucky Luke n. 22 brossurato, dicembre 2013, Gazzetta dello Sport |
| 2           | Le parrain            | Il padrino           | - Sceneggiatura: Xavier Fauche, Jean Léturgie - Disegni: Michel Janvier, Morris - Colori: Leonardo          | Rantanplan n. 2, ottobre 1988, Lucky Production   | Lucky Luke n. 24 brossurato, dicembre 2013, Gazzetta dello Sport |
| 3           | Rantanplan otage      | Rantanplan ostaggio  | - Sceneggiatura: Xavier Fauche, Jean Léturgie - Disegni: Michel Janvier, Morris - Colori: Leonardo          | Rantanplan n. 3, marzo 1992, Lucky Productions    | Lucky Luke n. 26 brossurato, gennaio 2014, Gazzetta dello Sport  |
| 4           | Le clown              | Il clown             | - Sceneggiatura: - Disegni: - Colori:                                                                       | Rantanplan n. 4, marzo 1993, Lucky Production     | Lucky Luke n. 28 brossurato, gennaio 2014, Gazzetta dello Sport  |
| 5           | Bêtisier 1            | -                    | - Sceneggiatura: Xavier Fauche, Jean Léturgie - Disegni: Michel Janvier, Morris - Colori: Leonardo          | Rantanplan n. 5, maggio 1993, Lucky Production    | -                                                                |
| 6           | Bêtisier 2            | -                    | - Sceneggiatura: Xavier Fauche, Jean Léturgie - Disegni: Michel Janvier, Morris - Colori: Leonardo          | Rantanplan n. 6, maggio 1993, Lucky Production    | -                                                                |
| 7           | Le fugitif            | Il fuggitivo         | - Sceneggiatura: Xavier Fauche, Jean Léturgie - Disegni: Morris - Colori: Leonardo                          | Rantanplan n. 7, ottobre 1994, Lucky Production   | Lucky Luke n. 30 brossurato, febbraio 2014, Gazzetta dello Sport |
| 8           | Bêtisier 3            | -                    | - Sceneggiatura: Vittorio Leonardo - Disegni: Vittorio Leonardo, Morris - Colori: Leonardo                  | Rantanplan n. 8, novembre 1995, Lucky Production  | -                                                                |
| 9           | Le messager           | Il messaggero        | - Sceneggiatura: Xavier Fauche, Jean Léturgie - Disegni: Michel Janvier, Morris - Colori: Leonardo          | Rantanplan n. 9, novembre 1995, Lucky Production  | Lucky Luke n. 32 brossurato, febbraio 2014, Gazzetta dello Sport |
| 10          | Les cerveaux          | I cervelli           | - Sceneggiatura: Bob de Groot - Disegni: Vittorio Leonardo, Morris - Colori: Leonardo                       | Rantanplan n. 10, aprile 1996, Lucky Production   | Lucky Luke n. 34 brossurato, marzo 2014, Gazzetta dello Sport    |
| 11          | Le chameau            | Il cammello          | - Sceneggiatura: - Disegni: - Colori:                                                                       | Rantanplan n. 11, marzo 1997                      | Lucky Luke n. 36 brossurato, marzo 2014, Gazzetta dello Sport    |
| 12          | Bêtisier 4            |                      | - Sceneggiatura: Vittorio Leonardo, Bob de Groot - Disegni: Vittorio Leonardo, Morris - Colori: Leonardo    | Rantanplan n. 12, gennaio 1998, Lucky Production  | -                                                                |
| 13          | Le grand voyage       | Il grande viaggio    | - Sceneggiatura: Bob de Groot - Disegni: Morris - Colori: Leonardo                                          | Rantanplan n. 13, giugno 1998, Lucky Production   | Lucky Luke n. 38 brossurato, aprile 2014, Gazzetta dello Sport   |
| 14          | Bêtisier 5            | -                    | - Sceneggiatura: Vittorio Leonardo - Disegni: Morris - Colori: Leonardo                                     | Rantanplan n. 14, giugno 2000, Lucky Production   | -                                                                |
| 15          | La belle et le bête   | La bella e la bestia | - Sceneggiatura: Bob de Groot - Disegni: Morris - Colori: Leonardo                                          | Rantanplan n. 15, ottobre 2000, Lucky Production  | Lucky Luke n. 40 brossurato, aprile 2014, Gazzetta dello Sport   |
| 16          | Le Noël de Rantanplan | -                    | - Sceneggiatura: Vittorio Leonardo - Disegni: Morris - Colori: Leonardo                                     | Rantanplan n. 16, novembre 2001, Lucky Production | -                                                                |
| 17          | Sur le pied de guerre | -                    | - Sceneggiatura: Xavier Fauche, Jean Léturgie - Disegni: Michel Janvier, Morris - Colori: Leonardo          | Rantanplan n. 17, febbraio 2008, Lucky Production |                                                                  |
| 18          | Chien d'arrêt         | -                    | - Sceneggiatura: Xavier Fauche, Jean Léturgie - Disegni: Michel Janvier - Colori: Leonardo                  | Rantanplan n. 18, febbraio 2009, Lucky Production | -                                                                |
| 19          | Morts de rire         | -                    | - Sceneggiatura: Xavier Fauche, Jean Léturgie - Disegni: Michel Janvier - Colori: Michel Janvier            | Rantanplan n. 19, marzo 2010, Lucky Production    | -                                                                |
| 20          | Carré d'os            | -                    | - Sceneggiatura: Xavier Fauche, Jean Léturgie - Disegni: Michel Janvier - Colori: Michel Janvier            | Rantanplan n. 20, febbraio 2011, Lucky Production | -                                                                |

Numeri speciali
| Numero tomo | Titolo                           | Editore            | Note          |
| ----------- | -------------------------------- | ------------------ | ------------- |
| 1           | Le Chien plus bête que son ombre | 2000, Lucky Comics | per Esso      |
| 2           | Chien perché!                    | 2002, Lucky Comics | per BP France |
| 3           | Haut les pattes!                 | 2003, Lucky Comics | per BP France |
| 4           | Le Chien plus bête que son ombre | 2003, Lucky Comics | per BP France |

## Filmografia
- Rantanplan (2006-2007): prodotta da Xilam, Dargaud Media, Lucky Comics e France 3. Il personaggio è doppiato da François Morel in francese, da Maurice LaMarche in inglese e da Franco Mannella in italiano.